# Essouassi (délégation)
Essouassi est une délégation tunisienne dépendant du gouvernorat de Mahdia.
En 2014, elle compte 50 424 habitants dont 24 730 hommes et 25 694 femmes répartis dans 10 327 ménages et 12 136 logements.